# Ріхард Бернарделлі
Ріхард Бернарделлі (нім. Richard Bernardelli; 22 листопада 1908, Рюстрінген — 21 лютого 1986) — німецький офіцер-підводник, корветтен-капітан крігсмаріне.

## Біографія
1 жовтня 1925 року вступив на флот. З 4 серпня 1935 по травень 1938 року — дивізійний лейтенант на важкому крейсері «Адмірал Шеер». З серпня 1939 року — вахтовий офіцер на важкому крейсері «Адмірал Гіппер». З 29 березня по 30 вересня  1943 року пройшов курс підводника, в жовтні — курс позиціонування (радіовимірювання), з 16 листопада по 23 грудня — курс командира підводного човна. 28 грудня 1943 року направдений на будівництво підводного човна U-805. З 12 лютого 1944 року — командир U-805. 3 березня 1945 року вийшов у свій перший і останній похід. 16 травня 1945 року здався американським військам в Портстмуті. 7 березня 1946 року звільнений.

## Звання
- Рекрут (1 жовтня 1925)
- Матрос-єфрейтор (1 січня 1927)
- Боцман (1 грудня 1929)
- Морський кадет (4 листопада 1932)
- Фенріх-цур-зее (1 січня 1934)
- Оберфенріх-цур-зее (1 вересня 1935)
- Лейтенант-цур-зее (1 січня 1936)
- Оберлейтенант-цур-зее (1 жовтня 1937)
- Капітан-лейтенант (1 липня 1940)
- Корветтен-капітан (1 грудня 1944)

## Нагороди
- Медаль «За вислугу років у Вермахті» 4-го і 3-го класу (12 років)
- Залізний хрест
  - 2-го класу (6 квітня 1940)
  - 1-го класу (1942)
- Нагрудний знак флоту (15 липня 1941)